# داني إنغز
دانييل وليام جون إنغز (بالإنجليزية: Daniel William John Ings)‏ هو لاعب كرة قدم إنجليزي في مركز الهجوم ولد في يوم 23 يوليو 1992 في بلدة ونشستر في إنجلترا، يلعب حاليًا مع نادي وست هام يونايتد وسبق له اللعب مع عدة أندية إنجليزية أبرزها نادي ليفربول ونادي ساوثهامبتون وأستون فيلا ودورتشسر تاون ونادي بورنموث ،كما لعب مع منتخب إنجلترا لكرة القدم ويبلغ طوله 178 سم.

## روابط خارجية
- داني إنغز على موقع الاتحاد الأوربي (الإنجليزية)
- داني إنغز على موقع قاعدة بيانات كرة القدم.إي يو (الإنجليزية)
- داني إنغز على موقع ناشيونال فوتبول تيمز (الإنجليزية)
- داني إنغز على موقع Soccerbase.com (لاعب) (الإنجليزية)
- داني إنغز على موقع Soccerway.com (الإنجليزية)
- داني إنغز على موقع عالم كرة القدم.نت (الإنجليزية)
- داني إنغز على موقع AS.com (الإسبانية)